# Duchesse d'Orléans (pera)
Duchesse d'Orléans (en España: 'Mantecosa Blanca 354 AD' en E.E. Aula-Dei de Zaragoza) es una variedad cultivar de pera europea Pyrus communis. Esta pera está cultivada en la colección de la Estación Experimental Aula Dei (Zaragoza). Esta pera también está cultivada en diversos viveros entre ellos algunos dedicados a conservación de árboles frutales en peligro de desaparición. Esta pera es originaria de Francia, también estuvo cultivada en España, y tuvo su mejor época de cultivo comercial antes de la década de 1960, y actualmente en menor medida aún se encuentra. Tolera la zona de rusticidad delimitada por el departamento USDA, de nivel 5 a 8.

## Sinonimia
- "Mantecosa Blanca 354 AD" en España,
- "354 AD"[9][10][11]
- "Beurré St. Nicholas" en Reino Unido,[12]
- "St. Nicholas" en Arkansas.[8]

## Historia
La variedad de pera 'Duchesse d'Orléans' está nombrada en honor de la duquesa de Orleans Luisa María Adelaida de Borbón. Esta rara variedad de pera no tiene un origen claro, pero en los registros aparecen por primera vez en Gran Bretaña, Francia y Alemania a principios del siglo XIX. Posiblemente proveniente de una plántula silvestre descubierta en los terrenos de la abadía St. Nicholas, Angers, Francia; de aquí otros de sus nombres sinónimos 'St. Nicholas'.
En España 'Mantecosa Blanca 354 AD' está considerada incluida en las variedades locales autóctonas muy antiguas, cuyo cultivo se centraba en comarcas muy definidas. Se caracterizaban por su buena adaptación a sus ecosistemas y podrían tener interés genético en virtud de su adaptación. Se encontraban diseminadas por todas las regiones fruteras españolas, aunque eran especialmente frecuentes en la España húmeda. Estas se podían clasificar en dos subgrupos: de mesa y de cocina (aunque algunas tenían aptitud mixta).
'Mantecosa Blanca 354 AD' es una variedad clasificada como de mesa, difundido su cultivo en el pasado por los viveros comerciales y cuyo cultivo en la actualidad se ha reducido a huertos familiares y jardines privados.

## Características
El peral de la variedad 'Mantecosa Blanca 354 AD' tiene un vigor Medio; florece a finales de abril; tubo del cáliz mediano, en embudo con conducto corto, bastante ancho, y sus pistilos están unidos y carnosos, llenando el conducto. Se demuestra que el árbol es productivo y resistente a las enfermedades.
La variedad de pera 'Mantecosa Blanca 354 AD' tiene un fruto de tamaño de medio a grande; forma turbinado-aplastada o maliforme, con cuello muy alto y corto, poco acusado o sin cuello, simétrica o ligeramente asimétrico, contorno con tendencia a pentagonal; piel lisa, fina, brillante o mate, a veces untuosa; con color de fondo amarillo verdoso pasando a amarillo pajizo o dorado, sobre color muy leve sin chapa o con chapa muy ligera levemente sonrosada, presenta un punteado fino, ruginoso-"russeting", con aureola verdosa o amarillenta, la zona ruginosa, no uniforme, lisa o semi-ruda formando maraña desde la base del pedúnculo, en general poco extensa; en algunos casos en la cavidad del ojo se forman círculos concéntricos también ruginosos, "russeting" (pardeamiento áspero superficial que presentan algunas variedades) medio; pedúnculo de longitud y grosor medianos, fuerte, ligeramente engrosado en ambos extremos, rara vez semi-carnoso en la base, ruginoso-"russeting" con lenticelas claras, generalmente recto, implantado derecho o ligeramente oblicuo, bien incrustado en el fruto, cavidad del pedúnculo estrecha o media, poco profunda, con borde muy irregular, ondulado o mamelonado; anchura de la cavidad calicina amplia, bastante profunda, con borde fuertemente ondulado, pared interior plisada; ojo mediano o pequeño,  generalmente cerrado, a veces semicerrado; sépalos carnosos o coriáceos, amarillentos, convergentes con las puntas rizadas hacia fuera, en algunos frutos uno o más sépalos levantados, entreabriendo el ojo.
Carne de color blanca; textura muy fina, fundente, muy acuosa; sabor muy especial, dulce, aromático, alimonado, bueno; corazón muy pequeño, pedregoso. Eje lanceolado, amplio y relleno. Celdillas pequeñas situadas muy altas. Semillas de tamaño pequeñas, elípticas o semi-globosas, con punto de inserción muy oblicuo, amarillento, y de color castaño rojizo no uniforme.
La pera 'Mantecosa Blanca 354 AD' tiene una época de maduración tercera decena de agosto, primera de septiembre (en E. E. Aula Dei de Zaragoza). Aguanta en buenas condiciones hasta tres meses de almacenamiento en un ambiente refrigerado. Se usa como pera de mesa fresca, y en cocina para hacer jaleas.